# 能古見村
能古見村（のごみむら）は、佐賀県藤津郡にあった村。

## 歴史
- 1889年（明治22年）4月1日 - 町村制の施行により、山浦村、三河内村が合併し、能古見村が発足。
- 1954年（昭和29年）4月1日 - 藤津郡鹿島町、浜町、鹿島村、古枝村と合併し鹿島市を新設して消滅。